# AB Baltic

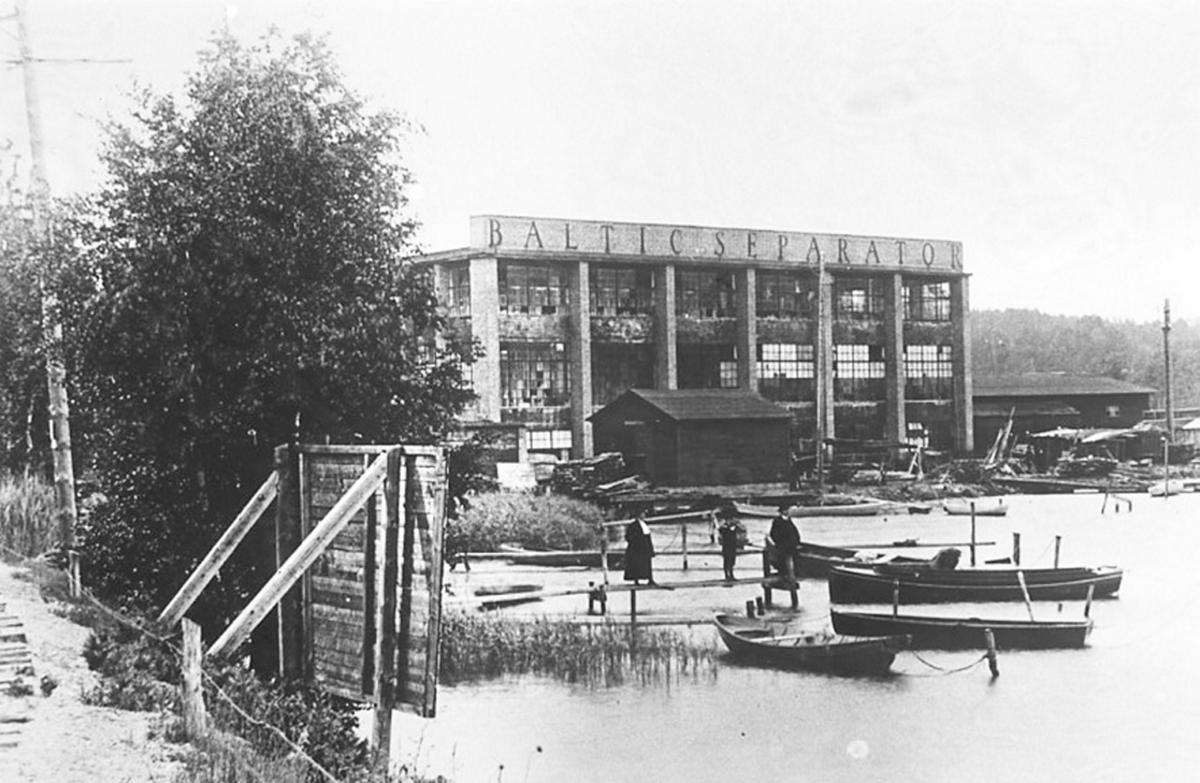
AB Baltic:s lokaler i Södertälje

AB Baltic (även känt som Balticverken) var ett företag i Södertälje i Södermanland och Stockholms län. Företaget grundades 1906.
Bolaget var tillverkare av separatorer. De konkurrerade med ett vid tiden annat viktigt Södertäljeföretag; Svenska Centrifug AB. Baltics var specialiserade på separation av olika former av olja. Baltic var mycket lönsamt tack vare de effektiva maskinerna de sålde, vilka utvecklats av ingenjören John Risberg.
Vid tiden fanns tågförbindelse till stadens uthamn (stickspår från Södertelge öfre/Södertälje södra), och Södertelge uthamn station låg nära Baltics fabriker. Arbetarna kunde således bo i centrala Södertälje och åka spårbundet till och från arbetet.
Efter att företaget drabbats av en brand 1927 lyckades man inte återstarta verksamheten fullt. AB Separator köpte då upp AB Baltic. AB Separator kom senare att omvandlas till Alfa Laval, vilka flyttade sin verksamhet från Södertälje under 1980-talet.